# Vuelta a España 2002
La 57.ª edición de la Vuelta a España se disputó del 7 al 29 de septiembre de 2002 entre las localidades de Valencia y Madrid, con un recorrido de 21 etapas y 3.134 km.
En la salida de Valencia, los pronósticos para el triunfo final apuntaban, entre otros, al ganador del año pasado, Ángel Casero, Santos González, Francesco Casagrande, Iban Mayo, Roberto Heras, Óscar Sevilla y Joseba Beloki.
La 5.ª y 6.ª etapas fueron las primeras con final en alto. Tras esta primera toma de contacto, Óscar Sevilla aparecía como líder, seguido de cerca por Alexandre Vinokourov y Roberto Heras.
En la primera contrarreloj individual, disputada en Córdoba, Aitor González dio un golpe de efecto y, tras hacerse con la victoria de etapa, se situó segundo en la clasificación general a solo un segundo de Óscar Sevilla. Heras fue uno de los grandes perjudicados, situándose al terminar la etapa a más de un minuto y medio del líder.
El corredor bejarano iba a recuperar su desventaja en la 15.ª etapa, con final en el Alto de l'Angliru. Heras brilló en solitario adjudicándose la etapa y enfundándose el maillot de líder. En la 18.ª, con final en la Estación de La Covatilla, cerca de su pueblo natal, Heras logró aumentar algo más su ventaja respecto a sus perseguidores más inmediatos. 
Sin embargo, las diferencias no iban a ser suficientes para la última etapa, una contrarreloj de 41 km disputada en Madrid, en la que Aitor González le arrebató la Vuelta a España a Roberto Heras, segundo clasificado al final. Joseba Beloki completaba el podio.

## Equipos participantes
| Grupos deportivos I (20)- Team Coast - Acqua & Sapone-Cantina Tollo - AG2R Prévoyance - BigMat-Auber 93 - Cofidis, le Crédit par Téléphone - Domo-Farm Frites - Euskaltel-Euskadi - Fassa Bortolo - iBanesto.com - Index-Alexia Alluminio - Kelme-Costa Blanca - Lampre-Daikin - Mapei-Quick Step - Milaneza-MSS - ONCE-Eroski - Phonak Hearing Systems - Saeco-Longoni Sport - Tacconi Sport - Telekom - US Postal Service Grupos deportivos II (3)- Alessio - Jazztel-Costa de Almeria - Colchon Relax-Fuenlabrada |
| |

## Etapas
| Etapa | Fecha            | Recorrido                          | km         | Ganador              | Líder             |
| 1.ª   | 7 de septiembre  | Valencia-Valencia                  | 30 (CRE)   | ONCE-Eroski          | Joseba Beloki     |
| 2.ª   | 8 de septiembre  | Valencia-Alcoy                     | 144,7      | Danilo Di Luca       | Joseba Beloki     |
| 3.ª   | 9 de septiembre  | San Vicente del Raspeig-Murcia     | 134        | Mario Cipollini      | Joseba Beloki     |
| 4.ª   | 10 de septiembre | Águilas-Roquetas de Mar            | 149,5      | Mario Cipollini      | Joseba Beloki     |
| 5.ª   | 11 de septiembre | El Ejido - Sierra Nevada           | 198        | Guido Trentin        | Mikel Zarrabeitia |
| 6.ª   | 12 de septiembre | Granada-Sierra de la Pandera       | 153        | Roberto Heras        | Óscar Sevilla     |
| 7.ª   | 13 de septiembre | Jaén-Málaga                        | 197        | Mario Cipollini      | Óscar Sevilla     |
| 8.ª   | 14 de septiembre | Málaga-Ubrique                     | 173,5      | Aitor González       | Óscar Sevilla     |
| 9.ª   | 15 de septiembre | Córdoba-Córdoba                    | 130        | Pablo Lastras        | Óscar Sevilla     |
| 10.ª  | 16 de septiembre | Córdoba-Córdoba                    | 36,5 (CRI) | Aitor González       | Óscar Sevilla     |
| 11.ª  | 18 de septiembre | Alcobendas-Collado Villalba        | 166        | Pablo Lastras        | Óscar Sevilla     |
| 12.ª  | 19 de septiembre | Segovia-Burgos                     | 210,5      | Alessandro Petacchi  | Óscar Sevilla     |
| 13.ª  | 20 de septiembre | Burgos - Santander                 | 190        | Giovanni Lombardi    | Óscar Sevilla     |
| 14.ª  | 21 de septiembre | Santander-Gijón                    | 190        | Serguei Smetanine    | Óscar Sevilla     |
| 15.ª  | 22 de septiembre | Gijón-Alto l'Angliru               | 176,7      | Roberto Heras        | Roberto Heras     |
| 16.ª  | 24 de septiembre | Avilés-León                        | 154,7      | Santiago Botero      | Roberto Heras     |
| 17.ª  | 25 de septiembre | Benavente-Salamanca                | 145,5      | Angelo Furlan        | Roberto Heras     |
| 18.ª  | 26 de septiembre | Salamanca-Estación de La Covatilla | 193,7      | Santiago Blanco      | Roberto Heras     |
| 19.ª  | 27 de septiembre | Béjar-Ávila                        | 177,8      | Chente García Acosta | Roberto Heras     |
| 20.ª  | 28 de septiembre | Ávila-Warner Bros Park             | 191        | Angelo Furlan        | Roberto Heras     |
| 21.ª  | 29 de septiembre | Warner Bros Park-Madrid            | 41,2 (CRI) | Aitor González       | Aitor González    |

## Clasificaciones finales
| \| 1. \| Aitor González \| España \| KEL \| 75h 13' 52" \| \| \| 2. \| Roberto Heras \| España \| USP \| + 2' 14" \| \| \| 3. \| Joseba Beloki \| España \| ONC \| + 3' 11" \| \| \| 4. \| Óscar Sevilla \| España \| KEL \| + 3' 26" \| \| \| 5. \| Iban Mayo \| España \| EUS \| + 5' 42" \| \| \| 6. \| Ángel Casero \| España \| COA \| + 6' 33" \| \| \| 7. \| Francesco Casagrande \| Italia \| FAS \| + 6' 38" \| \| \| 8. \| Félix García Casas \| España \| BIG \| + 6' 46" \| \| \| 9. \| Manuel Beltrán \| España \| COA \| + 8' 29" \| \| \| 10. \| Gilberto Simoni \| Italia \| SAE \| + 9' 22" \| \| |                      |        |     |             |  |
| 1. | Aitor González       | España | KEL | 75h 13' 52" |  |
| 2. | Roberto Heras        | España | USP | + 2' 14"    |  |
| 3. | Joseba Beloki        | España | ONC | + 3' 11"    |  |
| 4. | Óscar Sevilla        | España | KEL | + 3' 26"    |  |
| 5. | Iban Mayo            | España | EUS | + 5' 42"    |  |
| 6. | Ángel Casero         | España | COA | + 6' 33"    |  |
| 7. | Francesco Casagrande | Italia | FAS | + 6' 38"    |  |
| 8. | Félix García Casas   | España | BIG | + 6' 46"    |  |
| 9. | Manuel Beltrán       | España | COA | + 8' 29"    |  |
| 10. | Gilberto Simoni      | Italia | SAE | + 9' 22"    |  |

| \| 1. \| Erik Zabel \| Alemania \| TEL \| 188 puntos \| \| 2. \| Alessandro Petacchi \| Italia \| FAS \| 163 puntos \| \| 3. \| Aitor González \| España \| KEL \| 151 puntos \| |                     |          |     |            |
| 1. | Erik Zabel          | Alemania | TEL | 188 puntos |
| 2. | Alessandro Petacchi | Italia   | FAS | 163 puntos |
| 3. | Aitor González      | España   | KEL | 151 puntos |

| \| 1. \| Aitor Osa \| España \| BAN \| 107 puntos \| \| 2. \| Roberto Heras \| España \| USP \| 99 puntos \| \| 3. \| Juan Antonio Flecha \| España \| BAN \| 90 puntos \| |                     |        |     |            |
| 1. | Aitor Osa           | España | BAN | 107 puntos |
| 2. | Roberto Heras       | España | USP | 99 puntos  |
| 3. | Juan Antonio Flecha | España | BAN | 90 puntos  |

| \| 1. \| Roberto Heras \| España \| USP \| 9 puntos \| |               |        |     |          |
| 1.                                                     | Roberto Heras | España | USP | 9 puntos |

| \| 1. \| Kelme-Costa Blanca \| España \| KEL \| 225h 37' 59" \| \| 2. \| Coast \| Alemania \| COA \| + 2' 05" \| \| 3. \| Milaneza-MSS \| Portugal \| MIL \| + 34' 48" \| |                    |          |     |              |
| 1. | Kelme-Costa Blanca | España   | KEL | 225h 37' 59" |
| 2. | Coast              | Alemania | COA | + 2' 05"     |
| 3. | Milaneza-MSS       | Portugal | MIL | + 34' 48"    |

## Evolución de las clasificaciones
| Etapa                   | Vencedor                   | Clasificación general | Clasificación por puntos | Clasificación de la montaña | Clasificación de la combinada | Clasificación por equipos |
| ----------------------- | -------------------------- | --------------------- | ------------------------ | --------------------------- | ----------------------------- | ------------------------- |
| 1.ª                     | ONCE-Eroski                | Joseba Beloki         | no otorgado              | no otorgado                 | Joseba Beloki                 | ONCE-Eroski               |
| 2.ª                     | Danilo Di Luca             | Joseba Beloki         | Danilo Di Luca           | Médéric Clain               | Vitoriano Fernández           | ONCE-Eroski               |
| 3.ª                     | Mario Cipollini            | Joseba Beloki         | Erik Zabel               | Médéric Clain               | Médéric Clain                 | ONCE-Eroski               |
| 4.ª                     | Mario Cipollini            | Joseba Beloki         | Erik Zabel               | Médéric Clain               | Vitoriano Fernández           | ONCE-Eroski               |
| 5.ª                     | Guido Trentin              | Mikel Zarrabeitia     | Erik Zabel               | Médéric Clain               | Guido Trentin                 | ONCE-Eroski               |
| 6.ª                     | Roberto Heras              | Óscar Sevilla         | Erik Zabel               | Médéric Clain               | Félix García Casas            | ONCE-Eroski               |
| 7.ª                     | Mario Cipollini            | Óscar Sevilla         | Erik Zabel               | Médéric Clain               | Félix García Casas            | ONCE-Eroski               |
| 8.ª                     | Aitor González             | Óscar Sevilla         | Erik Zabel               | Gilberto Simoni             | Óscar Sevilla                 | ONCE-Eroski               |
| 9.ª                     | Pablo Lastras              | Óscar Sevilla         | Erik Zabel               | Gilberto Simoni             | Óscar Sevilla                 | ONCE-Eroski               |
| 10.ª                    | Aitor González             | Óscar Sevilla         | Erik Zabel               | Gilberto Simoni             | Óscar Sevilla                 | Kelme-Costa Blanca        |
| 11.ª                    | Pablo Lastras              | Óscar Sevilla         | Erik Zabel               | Gilberto Simoni             | Óscar Sevilla                 | Kelme-Costa Blanca        |
| 12.ª                    | Alessandro Petacchi        | Óscar Sevilla         | Erik Zabel               | Gilberto Simoni             | Óscar Sevilla                 | Kelme-Costa Blanca        |
| 13.ª                    | Giovanni Lombardi          | Óscar Sevilla         | Erik Zabel               | Gilberto Simoni             | Óscar Sevilla                 | Team Coast                |
| 14.ª                    | Serguei Smetanine          | Óscar Sevilla         | Erik Zabel               | Gilberto Simoni             | Óscar Sevilla                 | Team Coast                |
| 15.ª                    | Roberto Heras              | Roberto Heras         | Erik Zabel               | Gilberto Simoni             | Roberto Heras                 | Kelme-Costa Blanca        |
| 16.ª                    | Santiago Botero            | Roberto Heras         | Erik Zabel               | Aitor Osa                   | Roberto Heras                 | Kelme-Costa Blanca        |
| 17.ª                    | Angelo Furlan              | Roberto Heras         | Erik Zabel               | Aitor Osa                   | Roberto Heras                 | Kelme-Costa Blanca        |
| 18.ª                    | Santiago Blanco            | Roberto Heras         | Erik Zabel               | Roberto Heras               | Roberto Heras                 | Kelme-Costa Blanca        |
| 19.ª                    | José Vicente García Acosta | Roberto Heras         | Erik Zabel               | Aitor Osa                   | Roberto Heras                 | Kelme-Costa Blanca        |
| 20.ª                    | Angelo Furlan              | Roberto Heras         | Erik Zabel               | Aitor Osa                   | Roberto Heras                 | Kelme-Costa Blanca        |
| 21.ª                    | Aitor González             | Aitor González        | Erik Zabel               | Aitor Osa                   | Roberto Heras                 | Kelme-Costa Blanca        |
| Clasificaciones finales | Clasificaciones finales    | Aitor González        | Erik Zabel               | Aitor Osa                   | Roberto Heras                 | Kelme-Costa Blanca        |

## Banda sonora
TVE cubrió esta prueba escogiendo como banda sonora la canción Que el ritmo no pare, de Patricia Manterola.